# Luigi Blanch
Luigi Blanch (Lucera, 29 marzo 1784 – Napoli, 7 agosto 1872) è stato un economista, politico, storico e militare italiano.

## Biografia
Appartenente a una famiglia di antiche tradizioni militari, fu ammesso giovanissimo (1793) nell'Accademia militare della Nunziatella da cui uscì nel gennaio 1799 per l'avvento della Repubblica napoletana. Nel 1801 fu accolto nel 2º battaglione dei granatieri dell'esercito borbonico. Ufficiale nel 1804, partecipò alla campagna del 1806 contro i Francesi. Fatto prigioniero nella battaglia di Campotenese (9 marzo 1806), fu condotto in Francia dove rimase fino al gennaio 1807.

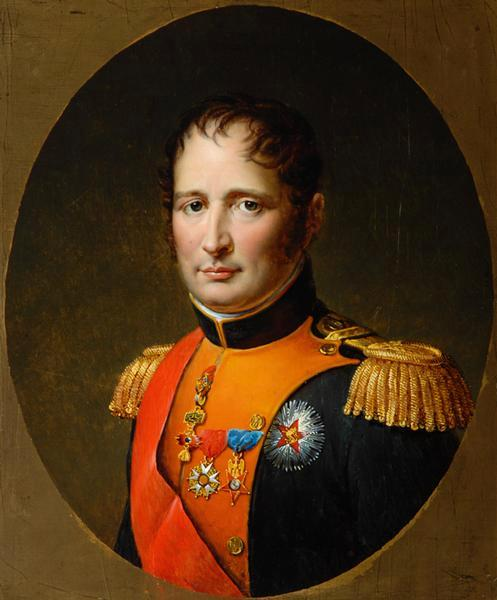
Giuseppe Bonaparte

Tornato a Napoli entrò nell'esercito di Giuseppe Bonaparte. Come aiutante di campo del generale Strolz prese parte alla repressione delle insorgenze antifrancesi che, partite da Soveria Mannelli (22 marzo 1808), si diffusero in varie parti della Calabria. Sotto Gioacchino Murat Blanch fu nominato tenente nel reggimento dei veliti a piedi della Guardia imperiale (12 dicembre 1808), e capitano nel 1811; fece le campagne di Russia, di Germania (a Vilna contribuì alla difesa della ritirata degli ultimi resti della Grande Armée dagli attacchi dei Cosacchi). Fece parte infine dello Stato Maggiore, a fianco di Francesco Pignatelli, VII principe di Strongoli, nella guerra austro-napoletana dalla parte di Murat.

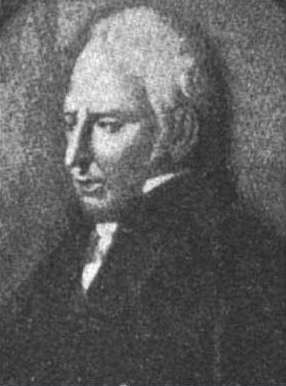
Luigi de' Medici di Ottajano

Con la Restaurazione conservò il proprio grado nell'esercito delle Due Sicilie, ma nel dicembre 1816 ottenne di non essere impiegato nei corpi attivi, dedicandosi quindi agli studi. I suoi interessi si rivolsero ai problemi contemporanei. Blanch aderì al programma dei moderati napoletani a favore di uno sviluppo, sia pur graduale, delle istituzioni ereditate dal regno murattiano, avversando nel contempo la carboneria e i democratici. Queste convinzioni sono alla base dei suoi primi scritti: Colpo d'occhio sulla campagna di Napoli del 1815), in cui indaga sulle cause della caduta del Murat, e Memoria sullo stato del Regno sotto l'aspetto politico (20 maggio 1820), nel quale consigliava il presidente del consiglio napoletano Luigi de' Medici di Ottajano ad attuare delle riforme per evitare situazioni pericolose. La piccola borghesia di provincia—che non aveva accesso al potere politico, in quanto la direzione degli enti locali non era elettiva ma dipendente dagli intendenti—chiedeva l'abolizione della coscrizione obbligatoria e la quotizzazione delle terre demaniali.  Più tardi Blanch, che pur apprezzava l'atteggiamento antifeudale di de' Medici, lo accusò di aver reso inevitabili i moti carbonari del 1820 per non aver avuto "né principi attinti ai suoi doveri verso la società, né fermezza di seguirli".

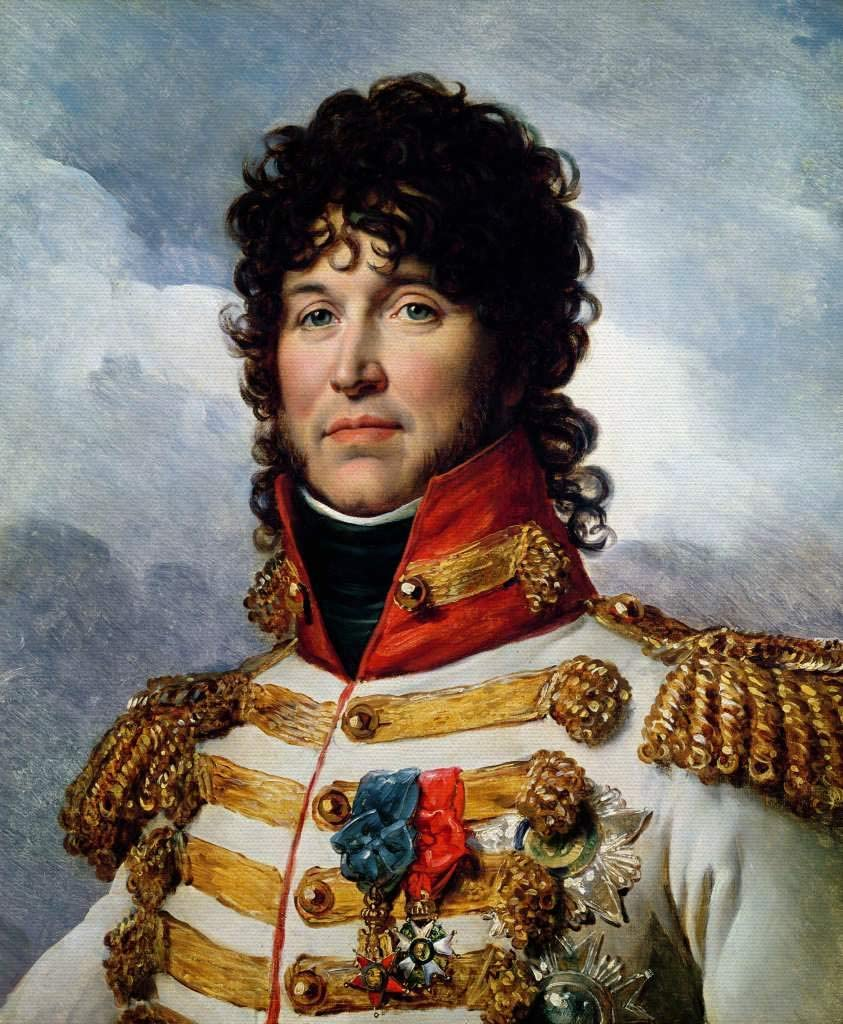
Gioacchino Murat

I moti del 1820, pur avviati dalla carboneria (rappresentante degli interessi della piccola borghesia, dalla bassa ufficialità e dell'artigianato) portò al potere i murattiani (al contrario, rappresentanti degli interessi del capitale e dell'alta borghesia terriera). Blanch, rientrato in servizio attivo, aderì al governo dei murattiani. Nominato maggiore e addetto allo Stato Maggiore di Carrascosa, Blanch fu mandato in missione all'estero per capire quale atteggiamento avrebbero assunto i governi italiani ed europei, soprattutto quello austriaco, dinanzi al governo costituzionale. Avendo compreso che l'Europa, in particolare Metternich, non avrebbe accettato il governo costituzionale, ma era decisa a far rispettare il principio di legittimità, Blanch cercò invano di far intavolare trattative con l'Austria per evitare l'invasione. Dopo l'ingresso degli Austriaci a Napoli, Blanch si dimise dall'esercito. Gli eventi del 1820-21 furono poi ricostruiti in Memoria sugli avvenimenti del Regno di Napoli al 1821, Mémoire sur la Sicile e Mémoire sur le Royaume de Naples, scritti su richiesta dell'ambasciatore francese a Napoli de Serre, che li presentò al congresso di Verona.

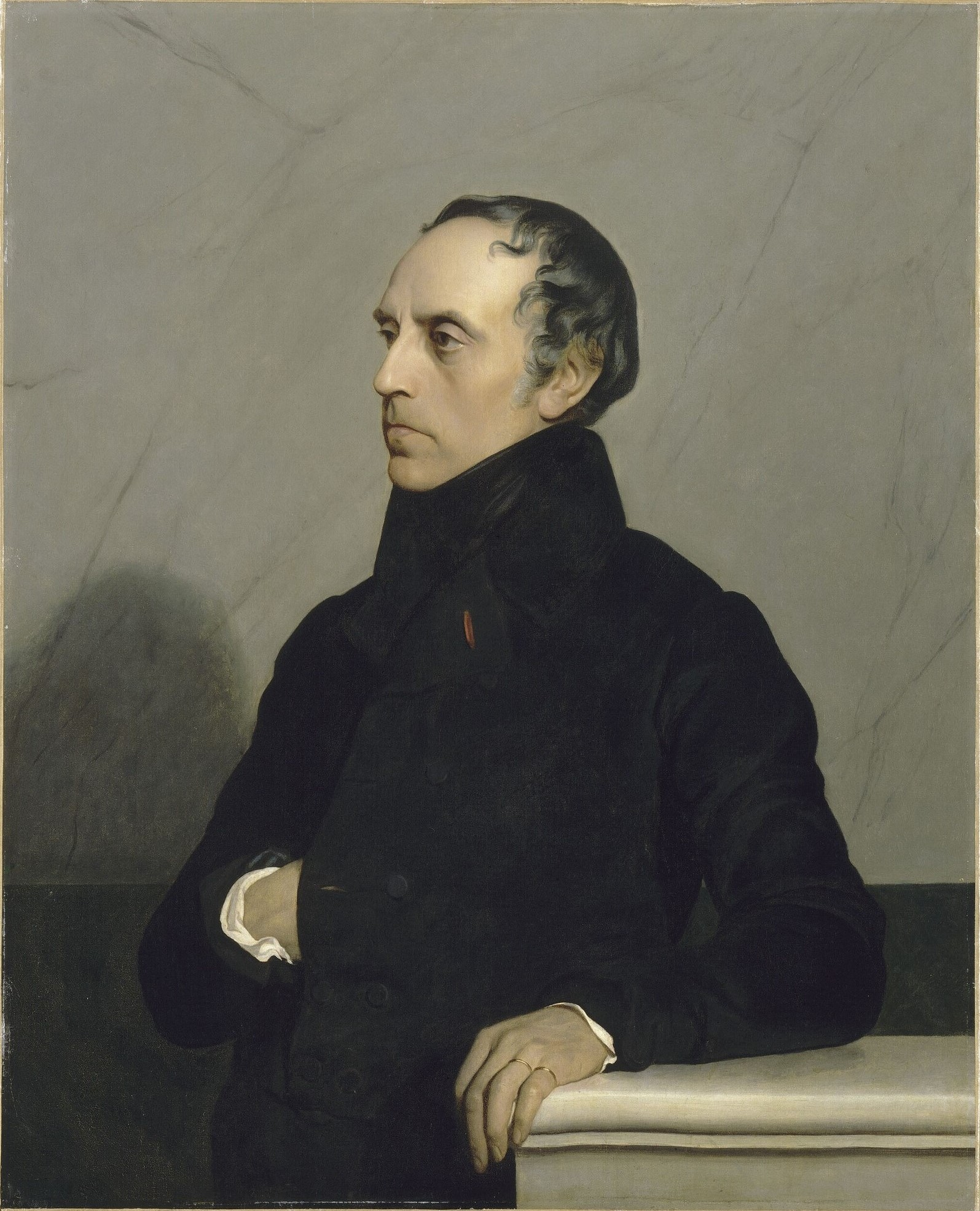
François Guizot

Nell'aprile 1823 Luigi Blanch fu condannato all'esilio, che trascorse dapprima a Parigi, dove fra l'altro strinse amicizia con Guizot, e poi a Roma. Rientrato a Napoli nel novembre 1825, Blanch si dedicò ulteriormente allo studio di problemi militari e sociali, collaborando a diversi periodici di cultura (per esempio, Il progresso delle scienze, delle lettere e delle arti, fondato da Giuseppe Ricciardi e diretto dall'economista Lodovico Bianchini dopo l'arresto del Ricciardi, Antologia militare diretta da Antonio Calà Ulloa, Museo di letteratura e filosofia diretta da Stanislao Gatti). Nel 1832-1834 pubblicò Della scienza militare considerata nei suoi rapporti colle altre scienze e col sistema sociale, la sua opera più importante, nella quale teorizzò il nesso tra organizzazione sociale e arte della guerra. Sempre negli anni trenta partecipò al dibattito sull'economia del Regno delle Due Sicilie, in particolare se questa dovesse essere solo agricola o anche industriale o se dovesse fondarsi su basi liberiste o protezionistiche, con maggior profondità del Bianchini.
Blanch tornò a partecipare attivamente, sia pur per un breve periodo, all'attività politica nel 1848. Approvò la costituzione redatta da Francesco Paolo Bozzelli, criticata dai democratici per le insufficienti garanzie di libertà ai cittadini e gli ampi poteri discrezionali del Re ma ritenuta da Blanch la più adatta alle condizioni del regno delle Due Sicilie che, a parere di Blanch, per l'assenza di una classe dirigente liberale moderata non avrebbe potuto garantirne altrimenti la stabilità dell'esecutivo. Partecipò comunque alla formulazione del programma di Carlo Troya, ma si oppose fermamente alla partecipazione alla prima guerra di indipendenza italiana contro l'Austria a fianco del Regno di Sardegna. Dopo il colpo di mano di Ferdinando II del 15 maggio 1848 presentò le sue dimissioni da deputato e si ritirò definitivamente dalla vita politica attiva; dopo l'entrata del Meridione nel nuovo regno italiano (1860) si chiuse addirittura nel silenzio. Benedetto Croce pubblicò tre volumi di suoi Scritti storici (1945).

## Scritti
- Luigi Blanch, Fatti e vicende di guerra de' popoli italiani dal 1801 al 1815, articolo estratto dal Progresso, Quaderno 40)
- Luigi Blanch, Della scienza militare considerata ne' suoi rapporti colle altre scienze e col sistema sociale : discorsi nove estratti dal giornale il progresso delle scienze, delle lettere e delle arti, Napoli : tip. di Porcelli, 1834
- Luigi Blanch, Intorno all'opera del rinnovamento della filosofia antica italiana del conte T. Mamiani della Rovere, Firenze : Ediz. di Ricordi e compagno, 1836
- Luigi Blanch, Miscellanea di economia pubblica, di legislazione e di filosofia : discorsi tredici, Napoli : tip. Trani, 1836
- Luigi Blanch, La Russie dans l'Asie mineur au campagne du marechal Paskewitch en 1828 en 1829 precede, Paris : 1840
- Luigi Blanch, Della scienza militare considerata ne' suoi rapporti con le scienze e col sistema sociale : discorsi nove, estratti dal giornale Il progresso delle scienze, delle lettere e delle arti, Napoli : presso la libreria francese di Stefano Dufrene, 1842
- Luigi Blanch, Discorso all'assemblea generale della societa per gli asili infantili di Napoli : a dì 2 marzo 1845, Bologna : Pei tipi di Jacopo Marsigli, 1845
- Luigi Blanch, Scritti storici, a cura di Benedetto Croce. 3 voll. Bari : Laterza, 1945